# Jake Arrieta
Pour les articles homonymes, voir Arrieta.
Jacob Joseph Arrieta (né le 6 mars 1986 à Farmington, Missouri, États-Unis) est un lanceur droitier des Cubs de Chicago de la Ligue majeure de baseball.
Avec les Cubs de Chicago de 2013 à 2017, il lance un match sans point ni coup sûr face aux Dodgers de Los Angeles le 30 août 2015, remporte le trophée Cy Young du meilleur lanceur de la Ligue nationale durant la saison 2015, et fait partie de l'équipe championne de la Série mondiale 2016.

## Carrière

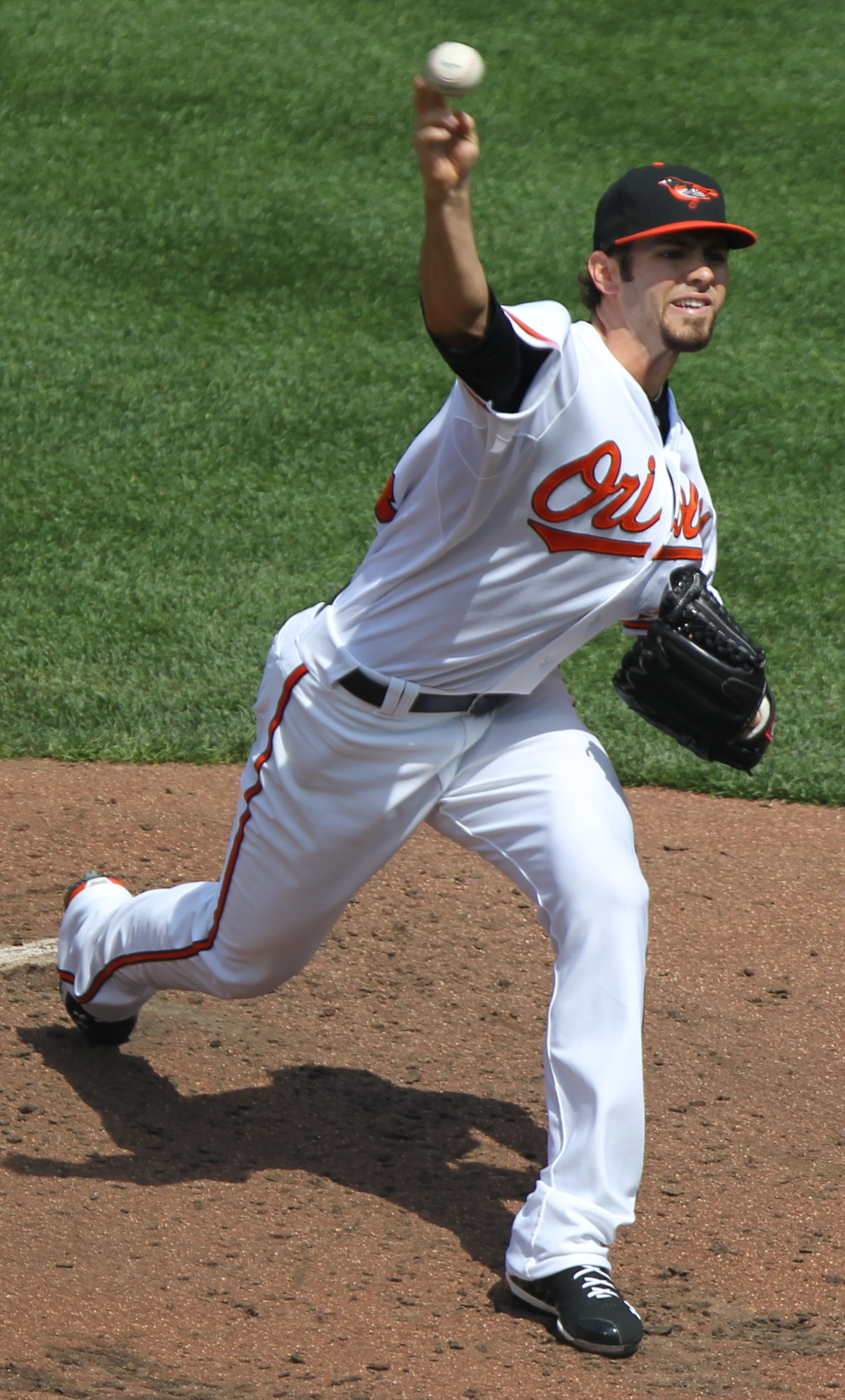
Jake Arrieta en 2011 avec les Orioles.

### Orioles de Baltimore
Jake Arrieta, joueur à la Texas Christian University de Fort Worth au Texas, est repêché au 5e tour de sélection par les Orioles de Baltimore en 2007.
Avant la saison de baseball 2010, il est classé parmi les 50 meilleurs espoirs selon les Ligues majeures de baseball et on y vante sa balle rapide qui peut atteindre 156 km/h.
Il fait ses débuts dans les majeures le 10 juin 2010 comme lanceur partant pour Baltimore dans un match face aux Yankees de New York. Il retire six frappeurs adverses sur des prises en six manches lancées et mérite sa première victoire dans les grandes ligues. Il gagne 6 parties contre 6 défaites à sa saison recrue avec une moyenne de points mérités de 4,66 en 100 manches et un tiers lancées en 18 départs.
En 2011, Arrieta amorce 22 parties des Orioles et termine deuxième de l'équipe pour le nombre de victoires derrière Zach Britton. Arrieta gagne 10 matchs et perd 8 décisions.  En 119,1 manches lancées, sa moyenne de points mérités s'élève à 5,05.
En 24 matchs, dont 6 comme releveur, en 2012, Arrieta remporte 3 victoires contre 9 défaites avec une moyenne de points mérités élevée de 6,20 en 114 manches et deux tiers au monticule. Ses 109 retraits sur des prises représentent son plus haut total en une année. Il est laissé de côté par les Orioles dans les séries éliminatoires.
En 2013, il n'amorce que cinq parties pour les Orioles, remportant un match contre deux défaites. Sa moyenne atteint 7,23 au cours de ces 23 manches et deux tiers de travail.

### Cubs de Chicago
Le 2 juillet 2013, Baltimore échange Arrieta et le lanceur de relève droitier Pedro Strop aux Cubs de Chicago pour le lanceur partant droitier Scott Feldman et le receveur Steve Clevenger. En 9 départs pour les Cubs en fin de saison 2013, il remporte quatre victoires contre deux revers et maintient une moyenne de points mérités de 3,66 en 51 manches et deux tiers lancées. Cette bonne fin de saison lui permet de boucler la campagne avec une fiche de 5-4 et une moyenne de points mérités de 4,78 en 14 départs et 75 manches et un tiers lancées au total pour Baltimore et Chicago.

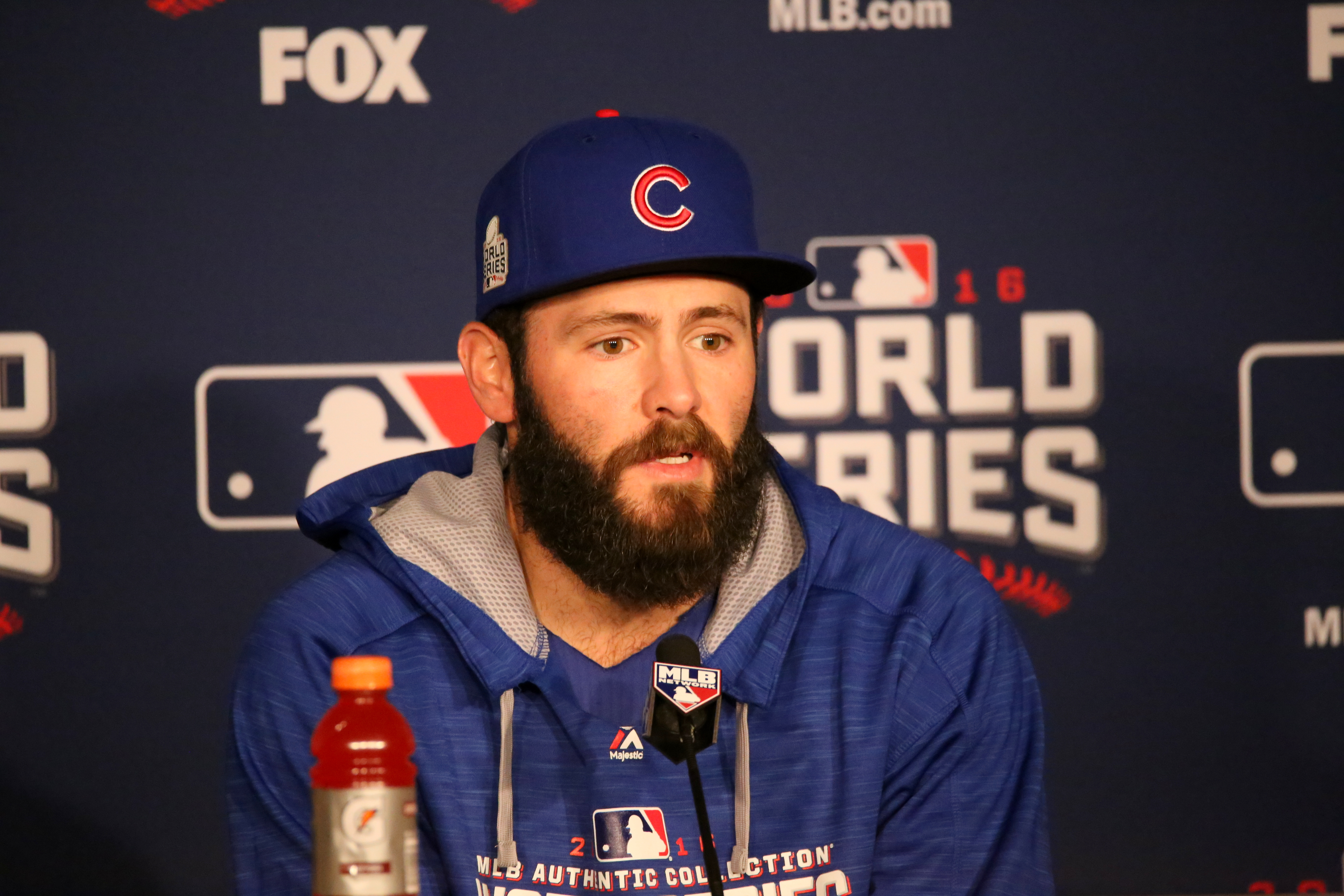
Jake Arrieta en octobre 2016.

Le 24 juin 2014, Arietta lance six manches parfaites au Wrigley Field de Chicago contre les Reds de Cincinnati avant de perdre son match sans coup sûr en accordant un simple à Billy Hamilton pour amorcer la 7e manche. Il mérite la victoire après avoir alloué deux points sur trois coups sûrs et retiré 9 Reds sur des prises en 7 manches complètes. À son départ suivant le 30 juin au Fenway Park de Boston, le lanceur des Cubs maintient un match sans point ni coup sûr pendant 7 manches et deux tiers avant d'accorder un simple à Stephen Drew après deux retraits en 8e reprise. Il est immédiatement remplacé par un releveur mais mérite la victoire après cette performance de 10 retraits sur des prises, contre un seul coup sûr et un seul but-sur-balles accordés aux Red Sox.

#### Saison 2015
Jake Arrieta remporte en 2015 le trophée Cy Young du meilleur lanceur de la Ligue nationale. Il est le quatrième lanceur des Cubs à mériter l'honneur et le premier depuis Greg Maddux en 1992. Il est l'un des 3 membres des Cubs à remporter l'un des 4 honneurs de fin de saison les plus convoités, après Kris Bryant (recrue de l'année) et Joe Maddon (gérant de l'année).
La deuxième moitié de saison 2015 de Jake Arrieta (après la pause du match des étoiles, auquel il n'est pas invité) est considérée comme historique. En effet, après cette pause de mi-saison, il n'accorde que 9 points mérités en 15 matchs, pour la plus basse moyenne de points mérités (0,75) jamais enregistrée dans l'histoire dans la seconde partie d'une saison.
Du 1er août à la conclusion de la saison régulière, Arrieta maintient en 12 départs une moyenne de points mérités de 0,41 qui est la plus basse de l'histoire depuis que la statistique est devenue officielle en 1913. Il n'alloue à l'adversaire durant cette période que 8 coups sûrs de plus d'un but. Après le 21 juin, il n'accorde qu'un coup de circuit.
Gagnant de 22 parties, un sommet dans les majeures en 2015, contre 6 défaites, Arrieta maintient une moyenne de points mérités de 1,77 en 229 matchs lancées lors de ses 33 départs : il est le premier lanceur des Cubs avec une moyenne aussi basse depuis Grover Cleveland Alexander (1,91) en 1920. Dans les majeures, seul Zack Greinke (1,66) affiche une meilleure moyenne en 2015. Arrieta est aussi premier des majeures (à égalité avec d'autres) pour les matchs complets (4) et les blanchissages (3). Ses 5,9 coups sûrs et 0,4 circuit accordé en moyenne par 9 manches lancées sont aussi les meilleurs ratios de la saison dans les majeures.
Sans surprise, Arrieta est choisi par les Cubs pour être leur lanceur partant à Pittsburgh lors du match de meilleur deuxième de la Ligue nationale, qui lance le 7 octobre pour Chicago les séries éliminatoires contre les Pirates.

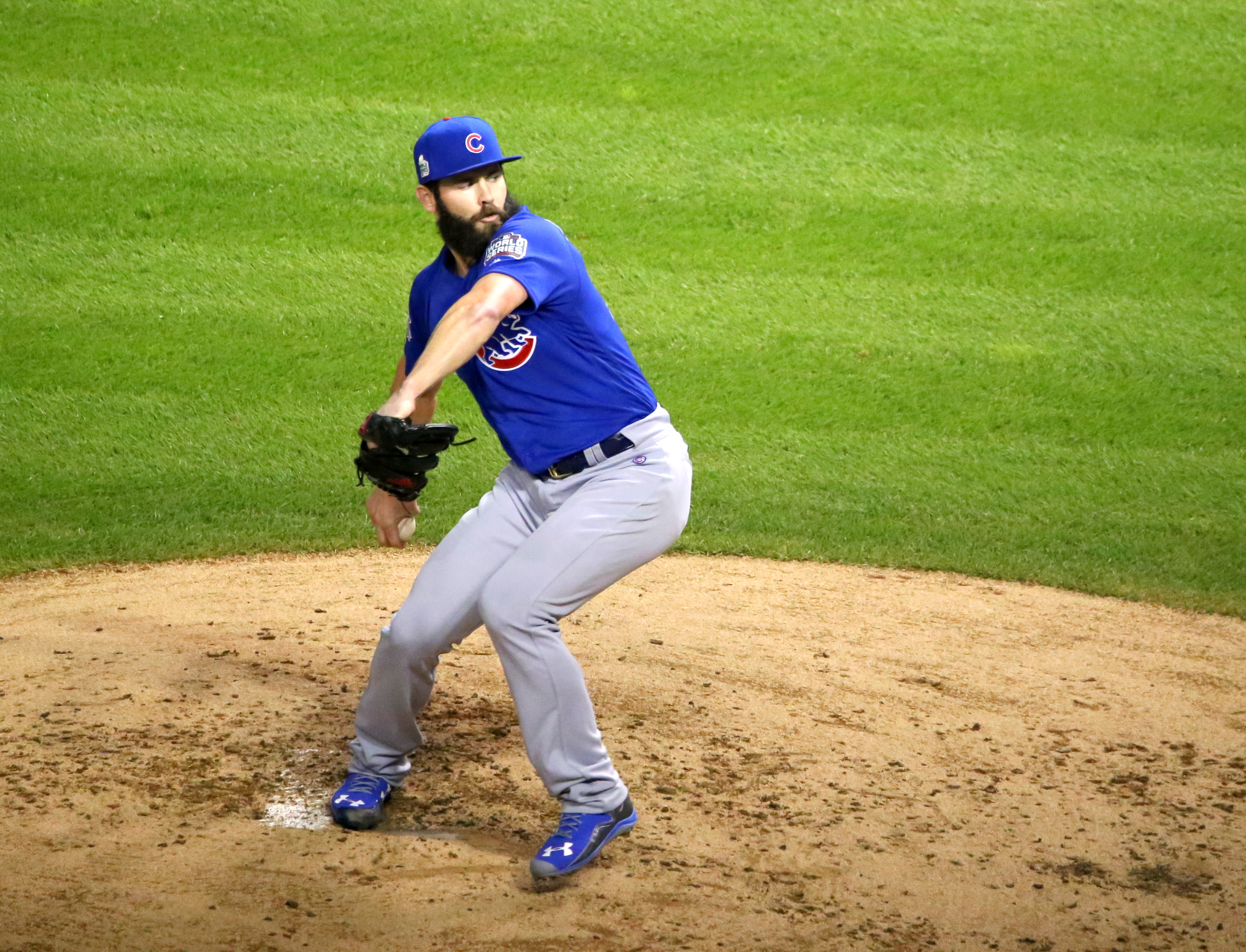
Jake Arrieta lance pour les Cubs lors du 6e match de la Série mondiale 2016.

Le 30 août 2015 au Dodger Stadium de Los Angeles, Jake Arrieta lance un match sans point ni coup sûr dans la victoire de 2-0 des Cubs. Il retire 12 frappeurs des Dodgers de Los Angeles sur des prises, dont Jacob Turner, Jimmy Rollins et Chase Utley en 9e manche, pour réussir la 14e performance sans coup sûr de l'histoire des Cubs. Il inflige aux Dodgers leur seconde défaite sans coup sûr en seulement 9 jours, après une performance similaire de Mike Fiers des Astros de Houston à leurs dépens le 21 août.
Arrieta est nommé meilleur lanceur du mois d'août 2015 dans la Ligue nationale : il n'accorde durant cette période que deux points mérités en 42 manches et un tiers (pour une moyenne de 0,43), avec 43 retraits sur des prises, 6 victoires et aucune défaite. Sans surprise, il reçoit le même honneur pour septembre.

#### Saison 2016
Arrieta honore en 2016 sa première sélection au match des étoiles.
Il fait partie de l'équipe des Cubs championne de la Série mondiale 2016.

#### Saison 2017
Arrieta maintient une moyenne de points mérités de 1,21 en six départs en août 2017 et est élu lanceur du mois dans la Ligue nationale.

### Phillies de Philadelphie
Le 12 mars 2018, Arrieta signe un contrat de 75 millions de dollars pour 3 ans avec les Phillies de Philadelphie.

### Jeux olympiques
Arrieta est membre de l'équipe des États-Unis qui remporte la médaille d'or en baseball aux Jeux olympiques de Pékin à l'été 2008.

## Statistiques
| Saison | Équipe    | G  | GS | CG | SHO | V | D | SV | IP    | SO | ERA  |
| ------ | --------- | -- | -- | -- | --- | - | - | -- | ----- | -- | ---- |
| 2010   | Baltimore | 18 | 18 | 0  | 0   | 6 | 6 | 0  | 100.1 | 52 | 4,66 |
| Totaux | Totaux    | 18 | 18 | 0  | 0   | 6 | 6 | 0  | 100.1 | 52 | 4,66 |

Note : G = Matches joués ; GS = Matches comme lanceur partant ; CG = Matches complets ; SHO = Blanchissages ; 
V = Victoires ; D = Défaites ; SV = Sauvetages ; IP = Manches lancées ; SO = Retraits sur des prises ; ERA = Moyenne de points mérités.